# Lago Tarsar
El lago Tarsar o Tar Sar es un lago oligotrófico alpino  en forma de almendra situado en el valle de Cachemira, específicamente en Aru, distrito de Anantnag, Jammu y Cachemira, India.

## Geografía
El lago Tarsar está dominado por los picos de la montaña Kolahoi, a unos 20 km al este. El lago está separado de otro lago de la misma naturaleza, conocido como lago Marsar, por una montaña con una elevación máxima mínima de 4,000 metros, que se encuentra cerca del Parque Nacional Dachigam. Juntos, estos dos lagos se conocen como las hermanas gemelas. El gobernante de Cachemira del siglo XVI, Yusuf Shah Chak, mencionó los lagos gemelos en su poesía, escribiendo a su amada:
                        Cuando recuerdo las dos trenzas
de la hermosa amada,
                        Las lágrimas comienzan a fluir de mis ojos 
como las corrientes del Tarsar y del Marsar.
El lago Tarsar es drenado por una corriente de salida que cae en el río Lidder en Lidderwat, 15   km al este. Siendo el asentamiento estacional más cercano, Lidderwat se encuentra en la ruta de senderismo al lago desde Aru, Pahalgam. El lago Marsar, por otro lado, drena y fluye en la dirección opuesta al lago Tarsar.

## Flora y fauna
Durante el invierno, el lago Tarsar se congela y está cubierto por fuertes nevadas; tiene hielo flotante incluso en verano. La cuenca del lago está rodeada por una lámina de flores alpinas. La gema, la amapola azul, la potentilla y la genciana son relativamente comunes. Las flores de Hedysarum se encuentran a fines de la primavera en toda el área alrededor del lago.
Durante el verano hay colonias reproductoras de aves migratorias, que incluyen gansos con cabeza de bar, lamermeryers, choughs de alto vuelo, águilas reales del Himalaya, gorriones de canela y bulbos negros. La cuenca del Tarsar y el adyacente Parque Nacional Dachigam constituyen uno de los hábitats más importantes del ciervo de Cachemira (hangul), cabra montés, ciervo almizclero, leopardo de las nieves, oso pardo del Himalaya y, en los tramos más altos, la marmota dorada.

## Acceso
El lago Tarsar es accesible solo durante el verano, preferiblemente de junio a mediados de septiembre; durante el invierno, las excursiones están cerradas debido a las fuertes nevadas. Se puede llegar desde Srinagar, a través de unos 102 km de carretera cómoda que conduce a través de Anantnag y Pahalgam hasta el campamento de senderismo Aru. El prado alpino de Lidderwat se encuentra en la mitad de la excursión de dos días hacia el lago y resulta ser principalmente el campamento base para la mayoría de los excursionistas. Se puede visitar el lago y regresar al campamento base en Lidderwat el mismo día. 
Una ruta alternativa conduce a través de Ganderbal  en el Valle de Sind. Debido a lo empinado del camino, es preferible acercarse al lago por el lado de Aru-Lidderwat y regresar a través del camino Surfraw-Valle de Sind. En esta ruta, los caminantes pueden ver los pueblos de Nallah y Surfraw (Soraf Raw). Otra ruta accesible a Tarsar y Marsar es un lugar llamado Nage-Baren a través de Tral.
La otra ruta menos transitada es a través de Dachigam Srinagar. El camino en esta ruta conduce primero al lago Marsar y luego cruza una montaña de una elevación de unos 4 200 m hasta el lago Tarsar.